# Alfredo Berra
Alfredo Berra (Torino, 1928 – Grottaferrata, agosto 1998) è stato un giornalista e saggista italiano specializzato nell'atletica leggera.

## Biografia
Frequentò il liceo Sommelier a Torino dove ottenne la licenza liceale. Da sempre appassionato di atletica leggera, che praticò in gioventù, iniziò l'attività di giornalista sportivo collaborando con le testate Gazzetta del Popolo, Tuttosport e La Gazzetta dello Sport dove nel 1951 divenne capo rubrica per l'atletica leggera. Si trasferì poi a Roma su chiamata di Bruno Zauli, allora presidente della Federazione Italiana di Atletica Leggera per la riorganizzazione della specialità nella capitale. Come giornalista entrò a far parte della redazione del Corriere dello Sport. A causa del suo spirito di indipendenza, nel 1956 interruppe il rapporto con la FIDAL e tre anni dopo anche con il Corriere. Sempre a Roma passò alla redazione del Paese Sera. La sua approfondita conoscenza dell'ambiente dell'atletica mondiale lo portò a inserire tra i favoriti della maratona dei Giochi della XVII Olimpiade di Roma 1960 l'etiope Abebe Bikila. Nel 1961 l'allora direttore de La Gazzetta dello Sport, Gualtiero Zanetti, lo chiamo a Milano e gli affidò la rubrica dell'atletica leggera. Nel 1971 fu colpito da un ictus e dovette interrompere prematuramente la sua attività. Morì nel 1998 dopo 27 anni di sofferenze per gli esiti dell'ictus che lo aveva reso paralizzato.

## Opere
- Nel nostro futuro. Cento anni di gloria, EDB Libri, 1982